# Благовест Кирилов
Благовест Кирилов Кирилов е български политик от БСП за България, народен представител в XLV, XLVI и XLVII народно събрание. Той е също предприемач, председател на Управителния съвет на Българската асоциация на секторите софтуер и изнесени услуги, и преподавател в Техническия университет в София.

## Биография
Благовест Кирилов е роден на 12 октомври 1986 г. в град София, Народна република България. Завършил е във Факултета за германско инженерно обучение и промишлен мениджмънт на Техническия университет в София.